# كام كيرك
كام كيرك (بالإنجليزية: Cam Kirk)‏ هو مصور أمريكي، ولد في 27 فبراير 1989 في ماريلند في الولايات المتحدة.